# Ptychozoon rhacophorus
Ptychozoon rhacophorus är en ödleart som beskrevs av  George Albert Boulenger 1899. Ptychozoon rhacophorus ingår i släktet Ptychozoon och familjen geckoödlor. Inga underarter finns listade i Catalogue of Life.